# Schilthorn
Lo Schilthorn è una montagna delle Prealpi Bernesi, alta 2970 m s.l.m., la più alta della catena delle Prealpi Svizzere.

## Caratteristiche
Si trova in territorio svizzero, sopra Mürren. Dalla vetta, la vista offre un panorama che abbraccia il Titlis, la Jungfrau, il Mönch e l'Eiger, spingendosi dalle Alpi Bernesi, al massiccio del Giura fino ai Vosgi e alla Foresta Nera. Seppure a malapena, dalla sua sommità è visibile anche il Monte Bianco.

## Accesso alla vetta

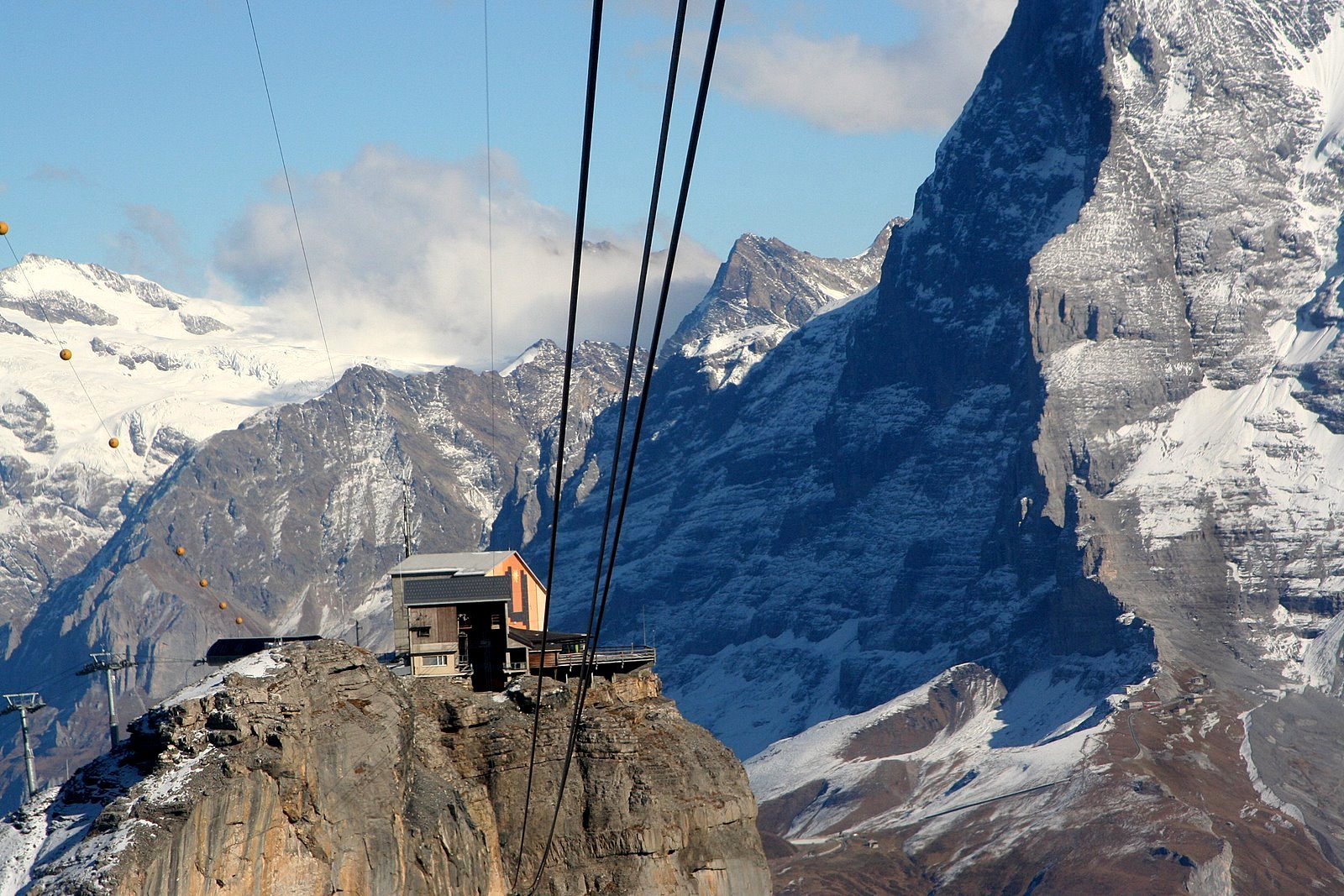
La stazione intermedia della funivia Birg

La vetta è raggiungibile tramite una serie di funivie il cui percorso ha inizio nella valle sottostante. Il primo tratto va da Stechelberg a Gimmelwald e quindi a Mürren. Da qui una seconda funivia porta a Birg, da cui parte l'ultima funivia che conduce alla vetta.
Un'alternativa consiste nel prendere la funivia da Lauterbrunnen a Grütschalp, e da qui un treno fino a Mürren, da dove si prende di nuovo la funivia. Nel tratto tra Birg e la vetta, la funivia passa sopra il Grauseeli, un pittoresco laghetto.

## Il ristorante
Sulla vetta sorge un ristorante panoramico rotante, il Piz Gloria. In questo ristorante furono girate alcune scene del film di James Bond Agente 007 - Al servizio segreto di Sua Maestà. In particolare, la scena iniziale (una lunga discesa con gli sci) inizia dalla vetta e si conclude nella Engetal, sotto Birg. Il ristorante ruota intorno ad un asse centrale compiendo un giro completo in 45 minuti.

## Sport
Sulla vetta dello Schilthorn si conclude una gara estiva di triathlon, chiamata Inferno Thriatlon, al termine di una corsa in salita dalla sottostante valle di Lauterbrunnen.